# Феррейра де Мораэс, Жувенал
Жувенал Феррейра де Мораэс (порт.-браз. Juvenal Ferreira de Moraes; род. 11 мая 1923, Сан-Фелис, Баия) — бразильский футболист, нападающий.

## Карьера
Жувенал начал карьеру в возрасте 16 лет в клубе «Фламенго» из Ильеуса. В 1943 году он перешёл в клуб «Витория». Спустя три года форвард стал игроком «Флуминенсе», где дебютировал 10 апреля 1946 года во встрече с «Коринтиансом» (2:0). В следующем матче он забил первый гол за клуб, поразив ворота «Гуарани» (6:3). В том же сезоне Жувенал помог команде выиграть чемпионат штата. В 1948 году он отпраздновал победу на Муниципальном турнире в Рио-де-Жанейро. 18 июля 1948 года Жувенал провёл последний матч за «Флуминенсе», в котором тот сыграл вничью с «Мадурейрой» (1:1). А всего в составе команды сыграл 57 встреч и забил 40 голов.
В 1949 году форвард играл за клуб «Сантос». А в следующем сезоне Жувенал уже снова выступал за «Виторию». В 1953 году он дошёл до финала чемпионата штата Баия, где его клуб победил со счётом 3:0 «Ботафого». При этом два гола в матче забил Жувенал. В том же году он стал вторым бомбардиром первенства, уступив только одноклубнику Куарентинье. Жувенал выступал за «Виторию» до середины 1955 года. За клуб он провёл 192 матча и забил 152 гола, по другим данным 151 гол, по третьим — 150 голов, что является лучшим результатом в истории команды. Затем Жувернул перешёл в «Баию», где и завершил карьеру.

## Достижения
- Чемпион штата Рио-де-Жанейро: 1946
- Победитель Муниципального турнира в Рио-де-Жанейро: 1948
- Чемпион штата Баия: 1953